# Gérasime Ier de Jérusalem
Pour les articles homonymes, voir Gérasime Ier d'Antioche et Gérasime.
Gérasime Ier (en grec Γεράσιμος A', né en 1839-mort en 1897) est patriarche orthodoxe de Jérusalem du 11 mars 1891 au 21 février 1897; patriarche orthodoxe d'Antioche et de tout l'Orient de 1885 à 1891.